# Escuelas Normales de México

Las escuelas normales de México son las instituciones de educación superior encargadas de formar profesionales para la educación primaria. Entre ellas existen las de dos tipos, las convencionales tales como la Escuela Normal Superior (México) y la Benemérita Escuela Nacional de Maestros y las escuelas normales rurales. Ambos modelos fueron inspirados en el modelo de la Escuela Normal Superior creada en Francia. 